# Polytonaliteit

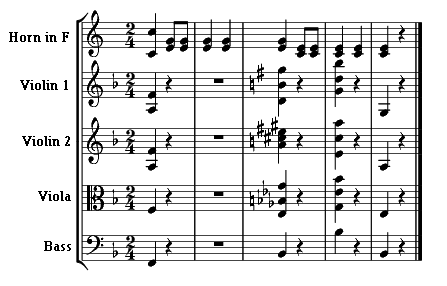
Mozart gebruikte polytonaliteit in zijn "Musikalischer Spatz' voor een komisch effect

Polytonaliteit of ook wel pluritonaliteit of multitonaliteit is een muziekterm uit de muziektheorie. In een polytonaal stuk ervaart de luisteraar het gelijktijdig samengaan van twee (bitonaliteit) of meer verschillende toonsoorten en/of toonaarden.
De term toonsoort heeft betrekking op de specifieke intervallen van de tonen t.o.v. de grondtoon en elkaar. 
Voorbeelden:
dorisch bestaat uit twee tetrachorden die elk opeenvolgend een hele, halve en hele toon inhouden, en via disjunctie verbonden zijn door een hele toon.
majeur bestaat uit twee tetrachorden die elk opeenvolgend twee hele en een halve toon inhouden, en via disjunctie verbonden zijn door een hele toon.
Bij de term toonaard wordt gefocust op de specifieke grondtoon waarop de toonsoort is gebouwd. Bijvoorbeeld G-majeur is de toonsoort majeur op de grondtoon g, C-majeur op de grondtoon c. 
Met de tijd zijn deze termen met elkaar vergroeid en worden toonsoort en toonaard door elkaar gebruikt. Per slot van rekening zegt men meestal toch de beide tezamen: én de grondtoon én de toonsoort. Bijvoorbeeld a eolisch, g dorisch, cis harmonisch mineur, D majeur. 
"Het is gebruikelijk dat de benaming van een bepaalde toonaard zowel de naam van de grondtoon als de karakteristieken van de soort weergeeft. De typische eigenschappen van een toonsoort geven aan de muziek een specifiek karakter. De aard van de stemming (temperatuur) bepaalt het karakter van de voortekening."
Het is best mogelijk dat de grondtoon van de verschillende toonsoorten dezelfde is, bijvoorbeeld Gis-majeur én Gis-mixolydisch én gis-dorisch. Zo kan het samengaan van C en G-majeur (dezelfde toonsoort maar op andere grondtonen) ook staan voor bitonaliteit. 
Polytonaliteit komt veel voor in de 20e-eeuwse muziek en ontstond uit de splitsing van complexe harmoniek.
Voorbeelden van polytonaliteit vindt men veel in werken van Darius Milhaud en Igor Stravinsky.
Ook in de jazzmuziek wordt polytonaliteit vaak toegepast, waarbij diverse kerktoonsoorten of octotonische reeksen de basis kunnen vormen van de polytonale ervaring. Men kan bijvoorbeeld een G7-akkoord combineren met een C#7, omdat de tonen b (terts) en f (septiem) in G overeenkomen met de tonen b (septiem) en eis (terts, enharmonisch gelijk aan f) van C#.